# Ster Elektrotoer 2010
Lo Ster Elektrotoer 2010, ventiquattresima edizione della corsa, si svolse dal 16 al 20 giugno su un percorso di 690 km ripartiti in 5 tappe, con partenza da Gemert-Bakel e arrivo a Helmond. Fu vinto dall'australiano Adam Hansen della squadra Team HTC-Columbia davanti ai belgi Johan Coenen e Thomas De Gendt.

## Tappe
| Tappa  | Data      | Percorso                                        | km  | Vincitore di tappa | Leader cl. generale |
| ------ | --------- | ----------------------------------------------- | --- | ------------------ | ------------------- |
| 1ª     | 16 giugno | Gemert-Bakel > Gemert-Bakel (cron. individuale) | 6,8 | Jos van Emden      | Jos van Emden       |
| 2ª     | 17 giugno | Eindhoven > Sittard-Geleen                      | 137 | Francisco Ventoso  | Jos van Emden       |
| 3ª     | 18 giugno | Nuth > Nuth                                     | 178 | Gregory Henderson  | Jos van Emden       |
| 4ª     | 19 giugno | Verviers > Jalhay                               | 194 | Adam Hansen        | Adam Hansen         |
| 5ª     | 20 giugno | Arcen > Helmond                                 | 174 | Kris Boeckmans     | Adam Hansen         |
| Totale | Totale    | Totale                                          | 690 |                    |                     |

## Dettagli delle tappe

### 1ª tappa
- 16 giugno: Gemert-Bakel > Gemert-Bakel (cron. individuale) – 6,8 km

| Pos. | Corridore           | Squadra  | Tempo |
| ---- | ------------------- | -------- | ----- |
| 1    | Jos van Emden       | Rabobank | 7'41" |
| 2    | Lars Boom           | Rabobank | a 3"  |
| 3    | Sebastian Langeveld | Rabobank | a 7"  |

| Pos. | Corridore           | Squadra  | Tempo |
| ---- | ------------------- | -------- | ----- |
| 1    | Jos van Emden       | Rabobank | 7'51" |
| 2    | Lars Boom           | Rabobank | a 0"  |
| 3    | Sebastian Langeveld | Rabobank | s.t.  |

### 2ª tappa
- 17 giugno: Eindhoven > Sittard-Geleen – 137 km

| Pos. | Corridore         | Squadra       | Tempo    |
| ---- | ----------------- | ------------- | -------- |
| 1    | Francisco Ventoso | CarmioOro-NGC | 3h17'13" |
| 2    | Graeme Brown      | Rabobank      | s.t.     |
| 3    | Romain Feillu     | Vacansoleil   | s.t.     |

| Pos. | Corridore           | Squadra  | Tempo    |
| ---- | ------------------- | -------- | -------- |
| 1    | Jos van Emden       | Rabobank | 3h24'54" |
| 2    | Lars Boom           | Rabobank | a 3"     |
| 3    | Sebastian Langeveld | Rabobank | a 7"     |

### 3ª tappa
- 18 giugno: Nuth > Nuth – 178 km

| Pos. | Corridore         | Squadra   | Tempo    |
| ---- | ----------------- | --------- | -------- |
| 1    | Gregory Henderson | Sky       | 4h21'56" |
| 2    | Russell Downing   | Sky       | s.t.     |
| 3    | Alex Rasmussen    | Saxo Bank | s.t.     |

| Pos. | Corridore           | Squadra  | Tempo    |
| ---- | ------------------- | -------- | -------- |
| 1    | Jos van Emden       | Rabobank | 7h46'50" |
| 2    | Lars Boom           | Rabobank | s.t.     |
| 3    | Sebastian Langeveld | Rabobank | a 7"     |

### 4ª tappa
- 19 giugno: Verviers > Jalhay – 194 km

| Pos. | Corridore      | Squadra       | Tempo    |
| ---- | -------------- | ------------- | -------- |
| 1    | Adam Hansen    | HTC-Columbia  | 4h52'24" |
| 2    | Laurent Beuret | CarmioOro-NGC | s.t.     |
| 3    | Johan Coenen   | Vlaanderen    | s.t.     |

| Pos. | Corridore       | Squadra      | Tempo     |
| ---- | --------------- | ------------ | --------- |
| 1    | Adam Hansen     | HTC-Columbia | 12h39'25" |
| 2    | Johan Coenen    | Vlaanderen   | a 15"     |
| 3    | Thomas De Gendt | Vlaanderen   | a 16"     |

### 5ª tappa
- 20 giugno: Arcen > Helmond – 174 km

| Pos. | Corridore         | Squadra      | Tempo    |
| ---- | ----------------- | ------------ | -------- |
| 1    | Kris Boeckmans    | Vlaanderen   | 3h54'18" |
| 2    | Denis Galimzjanov | Katusha      | s.t.     |
| 3    | André Greipel     | HTC-Columbia | s.t.     |

| Pos. | Corridore       | Squadra      | Tempo     |
| ---- | --------------- | ------------ | --------- |
| 1    | Adam Hansen     | HTC-Columbia | 16h33'43" |
| 2    | Johan Coenen    | Vlaanderen   | a 15"     |
| 3    | Thomas De Gendt | Vlaanderen   | a 16"     |

## Classifiche finali

### Classifica generale
| Pos. | Corridore        | Squadra                      | Tempo     |
| ---- | ---------------- | ---------------------------- | --------- |
| 1    | Adam Hansen      | Team HTC-Columbia            | 16h33'43" |
| 2    | Johan Coenen     | Topsport Vlaanderen-Mercator | a 15"     |
| 3    | Thomas De Gendt  | Topsport Vlaanderen-Mercator | a 16"     |
| 4    | Bram Schmitz     | Van Vliet-EBH-Elshof         | s.t.      |
| 5    | Pieter Weening   | Rabobank                     | a 20"     |
| 6    | Dirk Bellemakers | Landbouwkrediet              | a 21"     |
| 7    | Björn Leukemans  | Vacansoleil Pro Cycling Team | a 24"     |
| 8    | Artem Ovechkin   | Team Katusha                 | a 35"     |
| 9    | Laurent Beuret   | CarmioOro-NGC                | a 43"     |
| 10   | Kevin Neirynck   | Landbouwkrediet              | a 45"     |